# Real Santuario

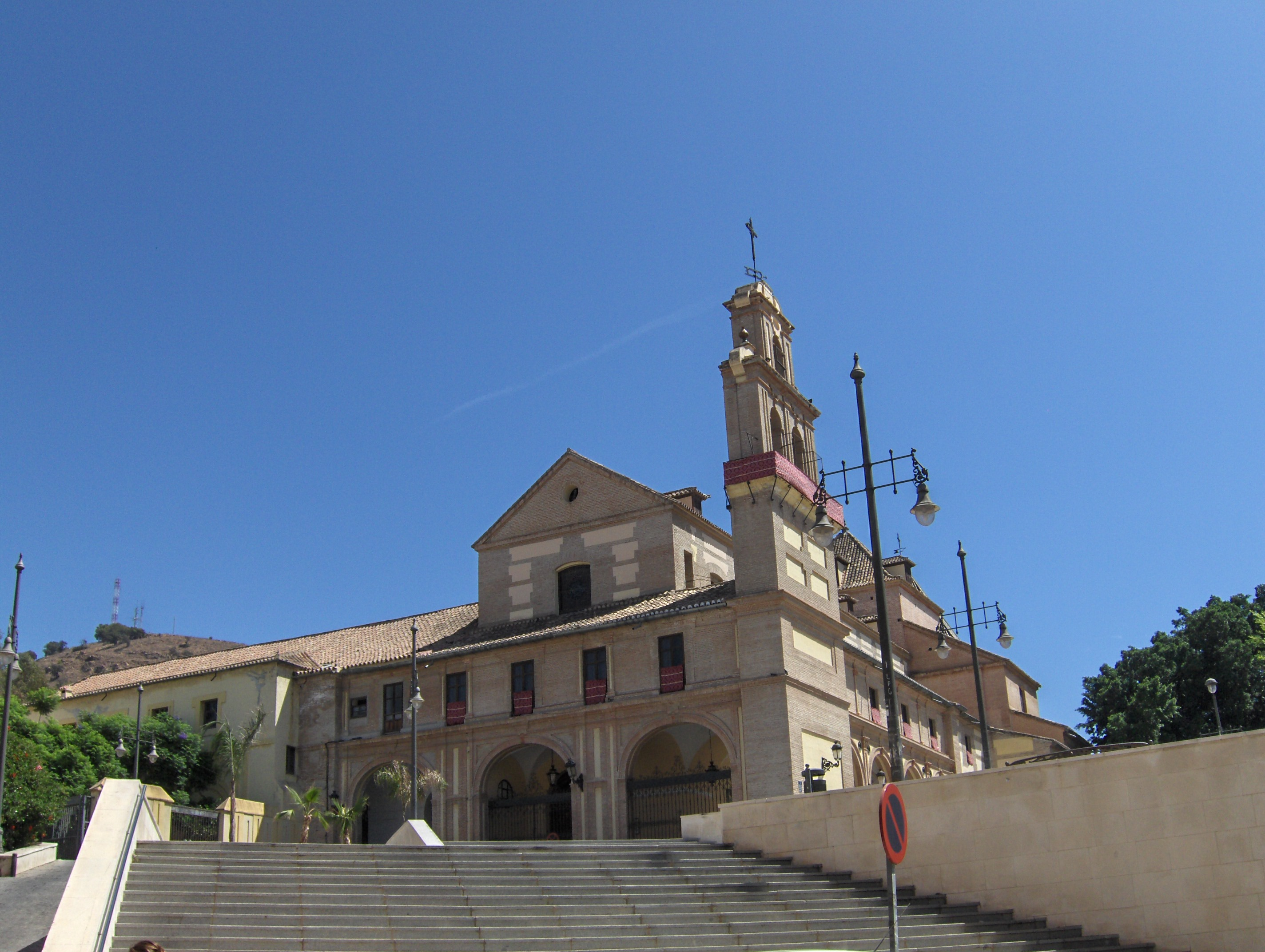
Basílica, Real Santuario y Parroquia de Santa María de la Victoria y de la Merced (Málaga)

El término Real Santuario, Santuario Real, Real Convento, Capilla Real, etc, hace referencia al título dado a algunas iglesias cristianas por la monarquía del lugar. Es un título frecuente en el caso de la Monarquía española. Dicho nombramiento convierte al monarca y sus sucesores en "protectores y patronos" de dichos templos.
Existen títulos relativamente similares en iglesias y templos de otros países europeos e incluso no católicos. Ejemplo de esto son las Royal Peculiar, título que la Monarquía británica otorga a ciertas iglesias pertenecientes al culto anglicano. Si bien en este caso son iglesias pertenecientes a la Corona, no así los Reales Santuarios españoles los cuales pertenecen a sus diócesis y a su vez a la Santa Sede.

## Ejemplos
Los Reales Santuarios se encuentran sobre todo en España, algunos de ellos son:

### Andalucía
- Basílica, Real Santuario y Parroquia de Santa María de la Victoria y de la Merced (Málaga)
- Basílica y Real Santuario de la Santísima Virgen de la Cabeza (Jaén)
- Real Santuario de María Santísima de Araceli (Lucena)[3]

### Asturias
- Basílica de Santa María la Real de Covadonga (Cangas de Onís)

### Baleares
- Santuario de Nuestra Señora de Lluc (Mallorca) (tiene el título de Capilla Real)[4]

### Canarias

Basílica, Real Santuario y Convento de Nuestra Señora de Candelaria (Tenerife)

- Basílica, Real Santuario y Convento de Nuestra Señora de Candelaria (Tenerife)[1]
- Real Santuario del Santísimo Cristo de La Laguna (Tenerife)[5]
- Real Santuario Insular de Nuestra Señora de las Nieves (La Palma)

### Cantabria
- Real Santuario de Montesclaros (Valdeprado del Río)

### Castilla y León
- Basílica y Real Santuario de la Virgen del Camino (León)[6]

### Cataluña
- Real Santuario de San José de la Montaña (Barcelona)
- Real Basílica del Monasterio de Montserrat (Barcelona)

### Comunidad de Madrid
- Real basílica de Nuestra Señora de Atocha (Madrid)
- Catedral de Santa María la Real de la Almudena (Madrid)
- Real Monasterio de San Lorenzo de El Escorial (San Lorenzo de El Escorial)
- Real Monasterio de la Encarnación (Madrid)

### Comunidad Valenciana
- Real Santuario de la Virgen de la Salud (Traiguera)
- Real Basílica de la Virgen de los Desamparados (Valencia)

### Extremadura
- Real Monasterio de Santa María de Guadalupe (Cáceres)

### Galicia
- Real Basílica de Santa María la Mayor (Pontevedra)[7]

### Melilla
- Real y Pontificia Iglesia de la Purísima Concepción (Melilla)

### Región de Murcia
- Real Basílica-Santuario de la Vera Cruz (Caravaca de la Cruz)[8]